# Văn hóa Poltavka
Văn hóa Poltavka (tiếng Nga: Полтавкинская культура) là một văn hóa khảo cổ từ đầu đến giữa thời đại đồ đồng đã phát triển thịnh vượng trên thảo nguyên Volga-Ural và thảo nguyên rừng trong giai đoạn 2700—2100 TCN.
Văn hóa Poltavka xuất hiện như là sự phát triển vượt trội phía đông của văn hóa Yamna, cận kề với văn hóa Hầm mộ, một kế tục khác của văn hóa Yamna ở phía tây. Nó từng được coi là tổ tiên của các văn hóa muộn hơn và được nhận dạng như là thuộc về Ấn-Iran. Văn hóa Poltavka ảnh hưởng tới sự xuất hiện muộn hơn của văn hóa Potapovka, văn hóa Abashevo, văn hóa Sintashta và văn hóa Srubna.